# Sikandar Butshikan
Sikandar Butshikan of Sikander (Alexander) de Iconoclast (overleden 1413) was een islamitische sultan van Kashmir uit de Shahmirdynastie. Hij regeerde van 1389 tot 1413 en voerde een onbarmhartige politiek ten opzichte van niet-moslims.
Sikander Butshikan voerde de sharia in en legde niet-moslims zware belastingen op. De sultan hield zich ook bezig met de vernietiging van hindoeïstische en boeddhistische tempels en beelden van goden, wat hem de bijnaam "de iconoclast" opleverde. Ook liet hij de gebouwen van hindoeïstische en boeddhistische scholen en bibliotheken afbreken en hun boeken en geschriften verbranden. 
Sikander Butshikans politiek was niet alleen gericht op het uitroeien van andere religies, maar ook op het stimuleren van islamitische kennis en cultuur. Hij verwelkomde soefi's en islamitische geleerden en filosofen in Kasjmir.